# Leptopimpla hansoni
Leptopimpla hansoni är en stekelart som beskrevs av Ian D. Gauld 1991. Leptopimpla hansoni ingår i släktet Leptopimpla och familjen brokparasitsteklar. Inga underarter finns listade i Catalogue of Life.